# John Naisbitt

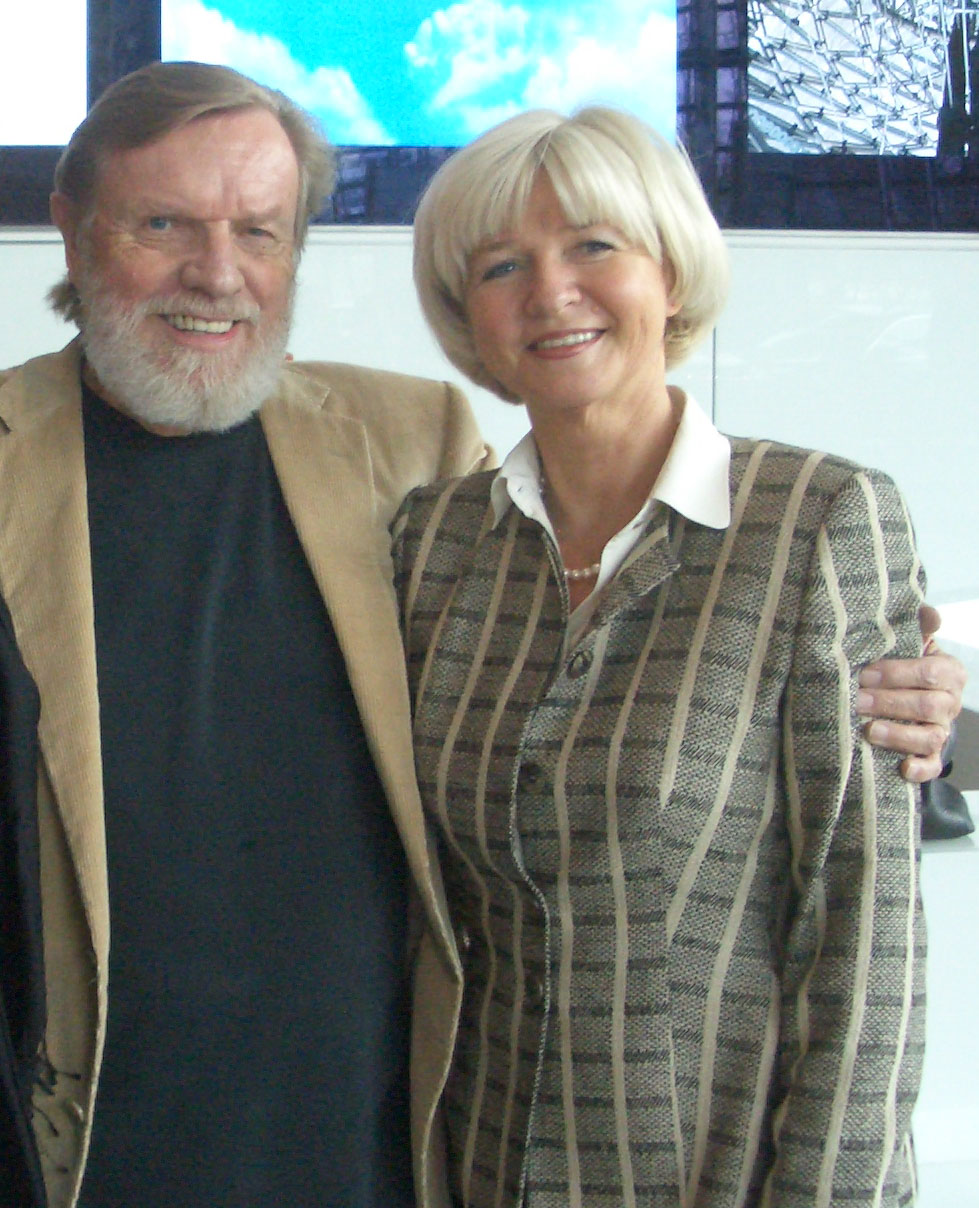

John Naisbitt (Salt Lake City, 15 de janeiro de 1929 – 8 de abril de 2021) foi um escritor americano do best-seller Megatrends e também conferencista. Seu livro foi publicado em 57 países e vendeu mais de 14 milhões de cópias.

## Carreira
Formado pela Universidade de Cornell, John Naisbitt trabalhou como alto executivo na IBM e na Eastman Kodak e recebeu uma distinção internacional do Institute of Strategic and International Studies, em Kuala Lumpur. Foi assistente dos presidentes John F. Kennedy e Lyndon Johnson. Especialista na previsão de tendências globais, lançou um dos maiores sucessos editoriais da década de 1980 − Megatrends, que figurou na lista dos livros mais vendidos do New York Times por mais de dois anos e foi publicado em 57 países. Foi também autor de Megatendências 2000, Megatendências Ásia, Paradoxo global, Reinventando a empresa e High Tech, High Touch, entre outros.

## Morte
Naisbitt morreu em 8 de abril de 2021, aos 92 anos de idade.